# Simultankirche Bechtolsheim

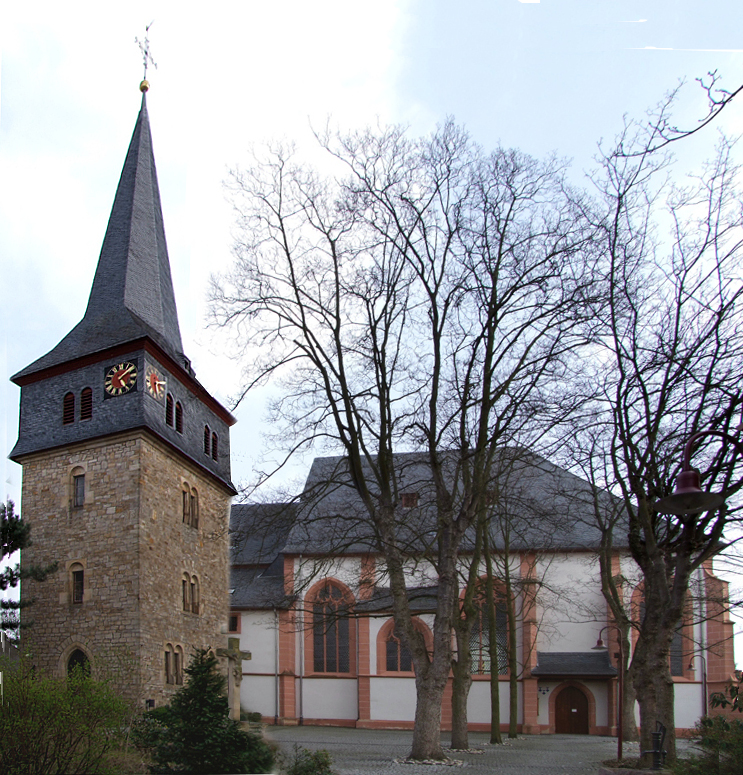
Simultankirche mit freistehendem Glockenturm

Die Simultankirche Bechtolsheim (vollständiger Name: St. Maria und St. Christopherus bzw. Maria Himmelfahrt und St. Christopherus [sic]) im Ort Bechtolsheim in Rheinland-Pfalz ist eine dreischiffige Hallenkirche mit freistehendem Glockenturm. Zur Ausstattung gehören verziertes spätgotisches Kirchengestühl und eine Stumm-Orgel.
Das Kirchenbauwerk wurde 1492 fertiggestellt und zu Ehren der Heiligen Maria und Christophorus geweiht. Während der kurpfälzischen Reformation wurde Bechtolsheim 1544 oder 1556 lutherisch. Nachdem unter kurzzeitiger französischer Oberherrschaft im Rahmen der Reunionspolitik der Katholizismus wiedereingeführt wurde, wird die Kirche seit Palmsonntag, 15. April 1685, auf Befehl Ludwigs XIV. von Frankreich von der katholischen und der evangelischen Gemeinde als Simultankirche genutzt.

## Religiöser Rahmen
Im heutigen Rheinhessen gab es bis 1798 insgesamt 30 verschiedene evangelische Territorialkirchen. Die größte Landeskirche war mit 82 Pfarreien auf dem Gebiet des Kurfürstentums Pfalz, gefolgt von der Wild- und Rheingrafenschaft mit neun und der Grafschaft Falkenstein mit sieben Pfarreien. Die restlichen 42 Pfarreien zählten zu 27 Territorialkirchen; vier davon bildeten eine eigenständige Ganerbschaft. Dies waren Nieder-Saulheim, Mommenheim, Schornsheim und Bechtolsheim. Die Ganerbschaft in Bechtolsheim bestand seit 1270.
Die Simultankirche trägt die Patrozinien „St. Maria und St. Christopherus“. Der Heilige wird jedoch sonst als „Christophorus“ geführt. Die unterschiedliche Schreibweise ist wohl auf eine spätere Tradition der Christophoruslegende zurückzuführen, der zufolge dieser vor seiner Taufe „Offerus“ genannt war. Womöglich handelt es sich auch um eine lateinische Verballhornung: Aus griechisch Χριστόφορος christóphoros ‚Christusträger‘ (φορός phorós ‚tragend‘ von φέρω phérō ‚tragen‘) wurde lateinisch „Offerus“ ((of)ferre ‚(heran)tragen, opfern‘).

## Baugeschichte

### Vorgängerbau

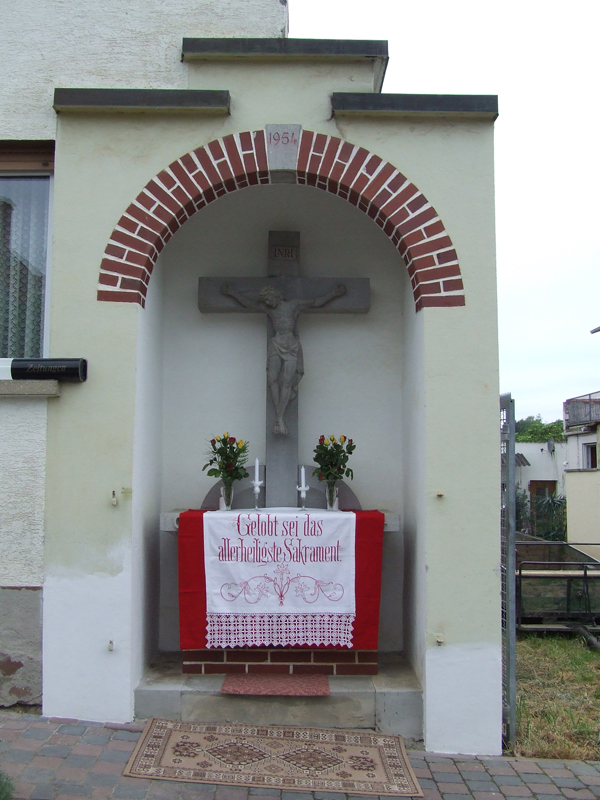
Das Wegekreuz in der heutigen Sulzheimer Straße erinnert an die alte Kirche und den alten Friedhof an dieser Stelle. Die Aufnahme entstand bei der Fronleichnamsprozession 2008.

In Bechtolsheim existierte bereits ein Vorgängerbau an einem anderen Platz, im sumpfigen Gelände außerhalb der Dorfwehranlage. In der jetzigen Sulzheimer Straße bezeichnet ein Wegkreuz an einer Hausfassade knapp 200 Meter (Luftlinie) südwestlich der heutigen Kirche den Standort dieses ersten Gotteshauses.
Im Pfarrarchiv haben sich Ablassbriefe zugunsten der Erbauung der Kirche von den Päpsten Nikolaus IV. von 1292, Bonifatius VIII. von 1300 und Benedikt XII., ausgestellt 1341, erhalten. Demnach dauerte der Bau mehr als ein halbes Jahrhundert. Die Kirche erhielt den Namen der großen Muttergotteskirche, Ecclesia Major, B. M. V. (= Beatae Mariae Virginis, „der seligen Jungfrau Maria“) und hatte neben dem Hochaltar noch sieben gestiftete Altäre, die im Laufe der Jahrhunderte errichtet wurden und für die die Edelleute das Präsentationsrecht ausübten. Die Adeligen aus dem Ort und der Umgebung wählten sie zu ihrer Grabstätte. Die meisten von ihnen gehörten zu den Ganerben. Nach dem Bau der neuen Pfarrkirche verfügte Bechtolsheim über zwei gottesdienstliche Stätten. Mit Einführung der Reformation wurde die am Kirchhof gelegene alte Kirche als Friedhofskapelle weiterbenutzt. Nach einer Beschreibung von 1612 enthielt sie viele Grabsteine von Ganerben. Die Mauern der alten Kirche waren noch 1790 vorhanden. Bis 1876 befand sich an dieser Stelle auch der alte Friedhof.

### Bau der Kirche
Am Gründonnerstag 4. April 1482 verhandelte Philipp von Dalberg als Sprecher der Ganerbengemeinschaft mit seinem Verwandten Johann von Hohenfels, Herr zu Reipoltskirchen, über den Bau einer neuen Kirche. Dieser erteilte als Oberlehnsherr und Patron der Bechtolsheimer Kirche in einem Brief seine Zustimmung. Als Standort wurde der Platz zwischen dem damaligen schon vorhandenen Wehrturm, dem heutigen Glockenturm und dem Gebück am Ortsrand gewählt. Nach fünfjähriger Bauzeit war der Rohbau 1487 vollendet. Im gleichen Jahr bestätigten die Kirchengeschworenen und Kirchenmeister Peter Ledderhose und Hans Reßeler schriftlich, dass Adam von Rockenhausen als Altarist des St.-Theobalds-Altars eine Schenkung von 20 Gulden gemacht hatte. Die Fertigstellung fand 1492 unter der Leitung des Baumeisters Jakob von Landshut statt.

Grundriss: die Gebäudeachse weicht um knapp 20° nach Nordosten von einer genauen Ostung ab

Die dreischiffige spätgotische Hallenkirche süddeutscher Prägung hat eine Länge von fünf Joch. Der Chor misst drei Joch und ist dreiseitig geschlossen. Die Seitenschiffe sind etwa halb so breit wie das Mittelschiff und haben auf jeder Seite im zweiten Joch vor dem Chorbogen eine kapellenartige Erweiterung zwischen den Strebepfeilern. In der nördlichen Kapelle befindet sich ein geschlossener Beichtstuhl mit drei Innenräumen. Die südliche Kapelle enthält eine seitliche Sitzreihe, die früher vom evangelischen Kirchenvorstand benutzt wurde. Am Chor befindet sich auf der Nordseite die zweistöckige Sakristei, sie dient wie üblich als Vorbereitungs- und Umkleideraum, das obere Stockwerk als Abstellraum.
Der Bau mit 36 Meter Länge und fast 16 Meter Breite wirkt außen blockhaft geschlossen. Ein hohes, abgewalmtes Satteldach überdeckt alle drei Schiffe. Wie die Gewölbehöhe stimmt auch die Traufenhöhe des Chors mit der des Langhauses überein. Entsprechend der geringeren Breite hat das Dach des Chors aber eine geringere Firsthöhe.
Der Kirchenraum hat einem Rauminhalt von 4200 Kubikmetern. Zahlreiche Baudetails innen und außen weisen auf architektonische Zusammenhänge mit Kirchenbauten außerhalb Rheinhessens hin. Verwandte Kirchenbauwerke dieser Zeit sind die bayerische Pfarrkirche St. Jakob in Burghausen und die Landshuter Heilig-Geist-Kirche. Alle drei Kirchen haben ein ähnliches Gewölbesystem.
Aus Bayern dürfte die von Hans Stethaimer erstmals in der Landshuter St.-Martins-Kirche angewandte Achtkantpfeilertechnik stammen. In noch ausgeprägterer Form ist sie in St. Nikolaus in Neuötting und in St. Jakob in Wasserburg am Inn vorhanden.
In den Außenwänden des Chores sind sechs Epitaphien eingelassen, die aus der alten Kirche dorthin gebracht wurden. Die Grabplatten sind zum großen Teil sehr verwittert. Auf drei Platten ist ein Esel im Wappen zu erkennen, der auf Johann Esel († 1380), Heinrich Esel († 1398) und Latelmus Esel († 1400) hinweist. Bei den Bildnisfiguren handelt es sich um Limanis Bube von Geispitzheim und Peter Kämmerer von Worms, genannt von Dalberg (beide † 1397). Ein Ritter von Bechtolsheim († 1339) vervollständigt die Reihe.

### Turm
Der Glockenturm steht in etwa zwei Metern Abstand nördlich der Sakristei. Sein Durchmesser ist quer zur Kirchenachse wesentlich größer als in deren Längsrichtung. Sein Schaft ist im Unterschied zum verputzten Kirchengebäude steinsichtig, unregelmäßige Sandsteinquader. Darüber erhebt sich ein mansardähnlich schieferverkleidetes Glockengeschoss. Das Dach beginnt als Walm und läuft als hohes achtseitiges Pyramidendach aus.

### Restaurierungen

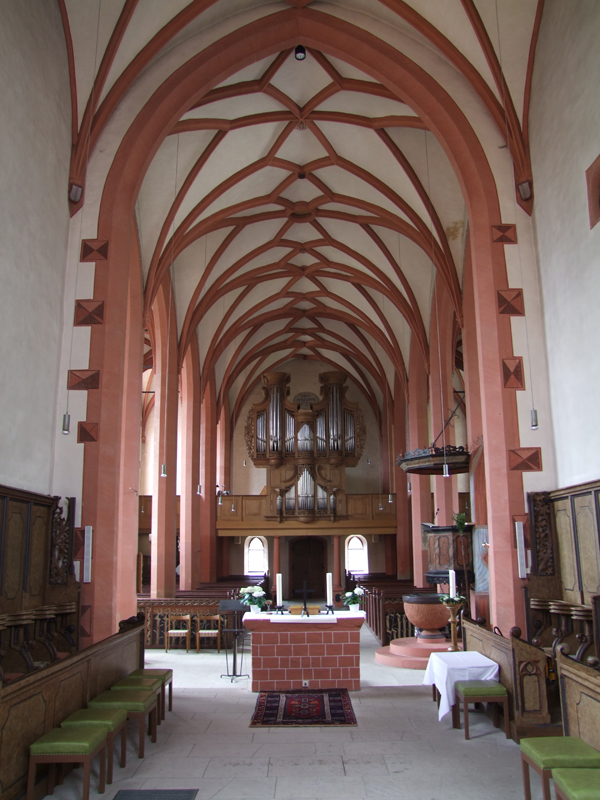
Blick vom Chor ins Mittelschiff

Im Pfälzischen Erbfolgekrieg 1695 wurde die Kirche von den Franzosen in Brand gesteckt. Der Dachstuhl brannte zwar komplett aus, das Gewölbe hielt aber stand. 1699 legte man ein Notdach aus Holzbalken der älteren Kirche auf. Der Dachstuhl wurde erst 1709 mit Schiefer gedeckt. Nach einem Gemälde hinter der Stumm-Orgel wurde 1742 die Kirche renoviert. Weitere Renovierungen folgten 1839/40 und 1887.
Bei der letzten grundlegenden Renovierung 1971 bis 1977 wurde auch die Stumm-Orgel demontiert und in einem Orgelbauerbetrieb generalüberholt. Die erst 1960/1961 installierte elektrische Rohrheizung, für die beide Konfessionen zusammen 26.000 DM aufgebracht hatten (entspräche heute inflationsbedingt über 71.000 Euro), wurde wieder entfernt, da die direkt am von Erhart Falckener geschnitzten Gestühl angebrachte Heizung mit dem ständigen Temperaturwechsel Risse im Holz verursacht hatte. Sie wurde gegen eine mit Öl betriebene Warmluftheizung ausgetauscht, die eine gleichmäßige Temperatur und Luftfeuchtigkeit gewährleistet. Als Ergänzung dazu wurde eine elektrische Fußbodenheizung eingebaut. Dazu wurden Ende 1973 die Gestühle im Langhaus und im Chor entfernt und in einem Fachbetrieb restauriert. Die Gottesdienste beider Konfessionen fanden seitdem im benachbarten Saal des evangelischen Jugendheims statt. Die damaligen Geldgeber der weit über einer Million DM (entspräche heute inflationsbedingt über 1 Million Euro) teuren Renovierung ehrte man mit der Einfügung ihrer Wappen in die Decke. Es handelt sich um das Landeswappen von Rheinland-Pfalz, das Wappen des Bischofs von Mainz Hermann Volk und das Papstwappen von Johannes Paul II. Da die Evangelische Kirche von Hessen und Nassau kein Wappen führt, wurde stellvertretend als Motiv die Lutherrose gewählt.
Die Außenfassade wurde zuletzt 2001 mit Mineralfarbe aufgefrischt. Die Strebepfeiler und das Maßwerk heben sich in einem leicht rötlichem Anstrich vom übrigen weißen Mauerwerk ab; Gleiches gilt auch für die Achtkantpfeiler und das Sterngewölbe im Innenraum. Unter dem rötlichen Verputz besteht das Mauerwerk aus leicht gelblichem Flonheimer Sandstein.

## Innenausstattung
Während des Dreißigjährigen Krieges wurde die Kirche 1625/1626 geplündert.

### Altäre

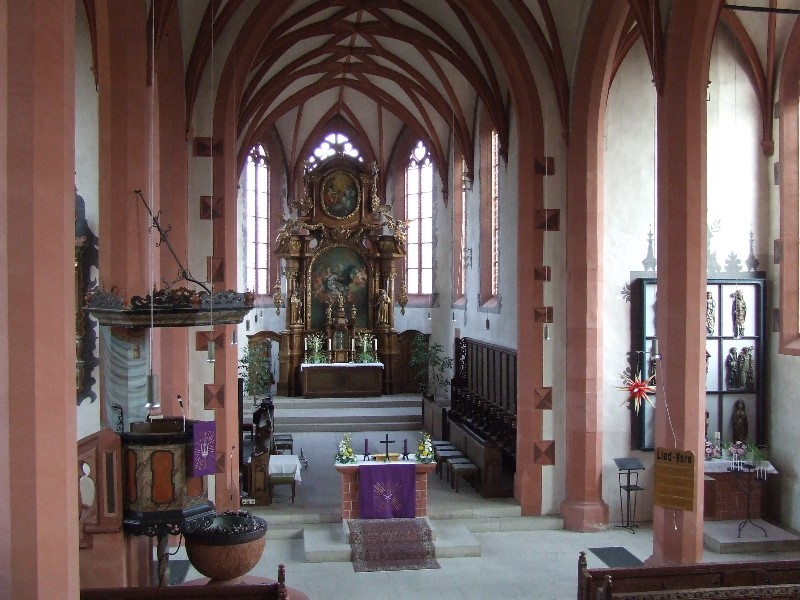
Innenraum mit Blick auf den Hochaltar von der Empore, auf der sich die Stummorgel befindet

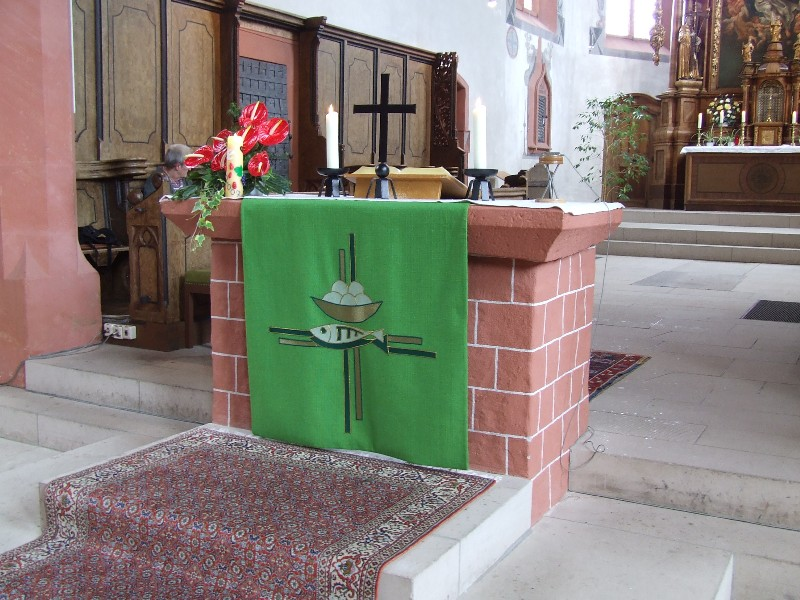
Kreuz- bzw. Volksaltar

Die Simultankirche verfügt über insgesamt vier Altäre, von denen nur der Kreuzaltar von beiden Kirchengemeinden gemeinsam genutzt wird. Die anderen drei gehören der katholischen Gemeinde.
Der zweistöckige Hochaltar wurde 1761 gekauft. Er war ursprünglich 1699 von Franz Hügelij für das Wormser Kloster Mariamünster gebaut worden und ist mit Nussbaumfurnier versehen. Matthäus Lohmann gestaltete das Altarbild, das die Himmelfahrt der Gottesmutter Maria zeigt. In der darüberstehenden Ädikula halten in dem ovalen Gemälde Gottvater und Christus die Krone für die auffahrende Maria. Über ihnen schwebt die Taube als Symbol des Heiligen Geistes. Über dem Tabernakel sind der Heilige Clemens, die Heilige Barbara und der Heilige Tiburtius abgebildet. Die großen Figuren stellen den Heiligen Bernhard und den Heiligen Antonius dar. Der Hochaltar und das darauf stehende Ewige Licht sind der alleinigen Nutzung der katholischen Gemeinde vorbehalten.
Der Kreuz- oder Volksaltar in der Mitte des Choreinganges unterhalb des Triumphbogens wird gemeinschaftlich benutzt und besteht aus insgesamt 52 Steinen.
Über dem nördlichen Seitenaltar – auf der Evangelienseite – befindet sich ein Epitaph für Johann Hund von Saulheim († 1595) mit Reliefbild der Bekehrung des Apostels Paulus. Den knienden Figuren wurden die Köpfe abgeschlagen; dies geschah entweder während des Pfälzischen Erbfolgekrieges (auch Orléansscher Krieg, 1688 bis 1697) oder durch Französische Revolutionssoldaten 1795. Auf dem Altar steht in der Adventszeit die Weihnachtskrippe.
Auf der Epistelseite gruppieren sich über dem südlichen Seitenaltar, dem Marienaltar, um die 2007 restaurierte Muttergottesfigur Rochus und Christophorus, Katharina und Barbara, Georg und Hieronymus. Ein weiterer männlicher Heiliger trägt ein offenes Buch. Im Flachrelief befinden sich zwei heilige Mönche; einer wird von einer Hindin begleitet, der zweite ist ein unbekannter Bischof. Die Statue einer weiblichen Heiligen mit Buch rundet das Ensemble ab. Einige dieser Figuren wurden 1927 auf der Ausstellung für alte Kunst am Mittelrhein in Darmstadt gezeigt. Die Figuren des „bayuvarischen Typs“ vom alten Flügelaltar stammen wie das Gestühl von Erhart Falckener, der sie Ende des 15. Jahrhunderts fertigte. Die Muttergottesfigur ist jünger und stammt ungefähr von 1887.

### Taufstein und Kanzel

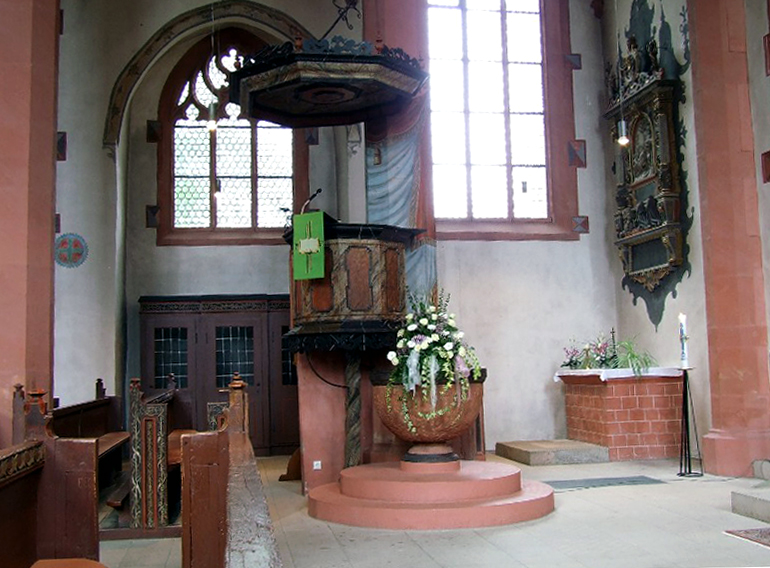
Taufstein und Kanzel

Das runde Taufbecken ist aus rötlichem Sandstein mit Groteskornamenten im Flachrelief gefertigt und stammt von 1530. Erst seit 1977 wird es von beiden Gemeinden genutzt, zuvor wurde es nur von den Katholiken benutzt. Das Kesselbecken ist mit Blech ausgekleidet und kann bei Nichtgebrauch abgedeckt werden, um zum Beispiel ein Blumengesteck zu tragen.
Die steinerne Kanzeltreppe mit Maßwerkbrüstung stammt aus der Zeit um 1500. Die heutige Kanzel und der Schalldeckel wurden 1690 aus Holz hergestellt. Die Bemalung ist eine Marmorimitation. An der Säule hinter der Kanzel befindet sich eine gemalte Verzierung in Form eines Baldachins. Die Kanzel ruht auf einer Stützsäule. An der alten Kanzel hatten evangelische Gemeindemitglieder 1667 eine Kanzeluhr angebracht, damit der Geistliche die Predigt nicht über eine Stunde ausdehnte. Im 18. Jahrhundert wurde diese Kanzeluhr erneuert; sie ist jedoch nicht mehr erhalten. Heute wird die Kanzel nur noch gelegentlich im evangelischen Gottesdienst benutzt.

### Gestühl

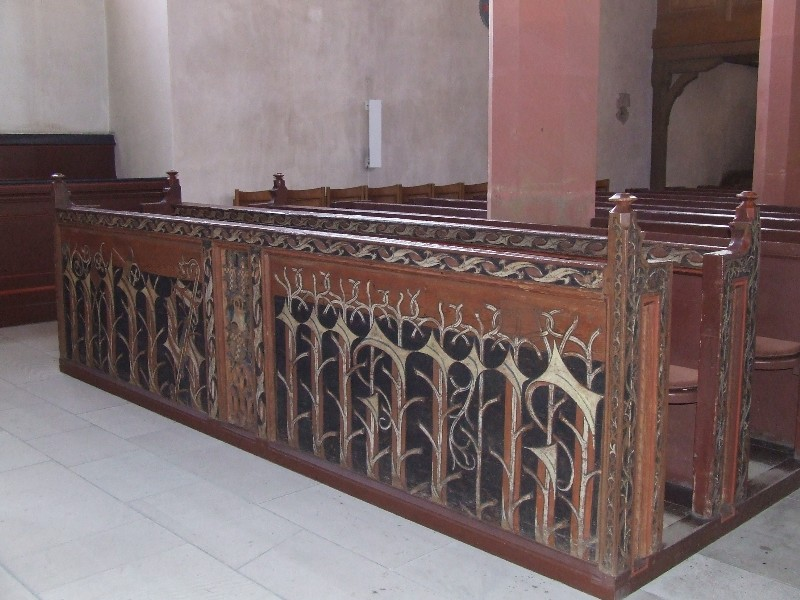
Kalligraphischer Flachschnitt (re: „maria“, li: „jesus“). Östliche Vorderfront der südlichen Laiengestühlbankgruppe

Die wertvollen Kirchengestühle im Schiff und im Chor stiftete Gräfin Lisa von Ingelheim.

#### Chorgestühl
Im Chor befindet sich das Gestühl aus dem ausgehenden 15. Jahrhundert. Seine wiederhergestellte barocke Farbigkeit bezieht sich deutlich auf den Hochaltar. Die einzelnen Klappsitze sind mit Miserikordien versehen, so dass bei hochgeklapptem Sitz eine Stehhilfe vorhanden ist. Darüber befinden sich Relieffiguren aus einem spätgotischen Altaraufsatz.

#### Kirchengestühl
Das Kirchengestühl von 1496 von Erhart Falckener aus Abensberg ist das älteste der vollständig erhaltenen Laiengestühle in Deutschland. Zudem befindet sich das im spätgotischen Stil erbaute Gestühl heute noch in den Originalfarben der Erstbemalung. Insgesamt sind es 30 Bänke mit Bankwangen in Flachschnitztechnik (dargestellt sind Heiligennamen, Inschriften, Stifterwappen, Ranken und Maßwerk) aus Tannen- oder Fichtenholz in einer Rahmenkonstruktion, die Eckwangen mit den achteckigen geschnitzten Knäufen bestehen aus Eichenholz. Stifterin war Lysa von Ingelheim († 1519), Gattin des Bechtolsheimer Ganerben Eberhard Vetzer von Geispitzheim.
Das Gestühl ist signiert und datiert:

„Diß werck hait gemacht Erhart valckener von Abensperg uß baern In dem Jar da man zalt nach cristi unserß lieben hern geburt MCCCCLXXXXVI Jar“

Es folgt die Bitte: b g v m = bit got vor mich.

### Empore
In der ursprünglichen Erbauungszeit war keine Emporbühne vorgesehen. Die Tragsteine haben ein jüngeres Beschlagmuster. 1716 wird erstmals von einer Bordhöhe gesprochen. Mit Einbau der Stumm-Orgel wurde spätestens 1756 eine Empore notwendig und eine aus Holz eingebaut. Die beiden Säulen aus Bornheimer Stein (→Flonheimer Sandstein) kosteten damals inklusive Fuhrlohn 9 fl. 40 kr. Die Seitenteile gingen in den beiden Querschiffen bis an die Kapellen vor. Bei der Restaurierung 1887 wurden diese um eine Jochlänge gekürzt. Neunzig Jahre später wurde die Empore nochmals gekürzt und verfügt heute über keine Seitenteile mehr.

### Orgel

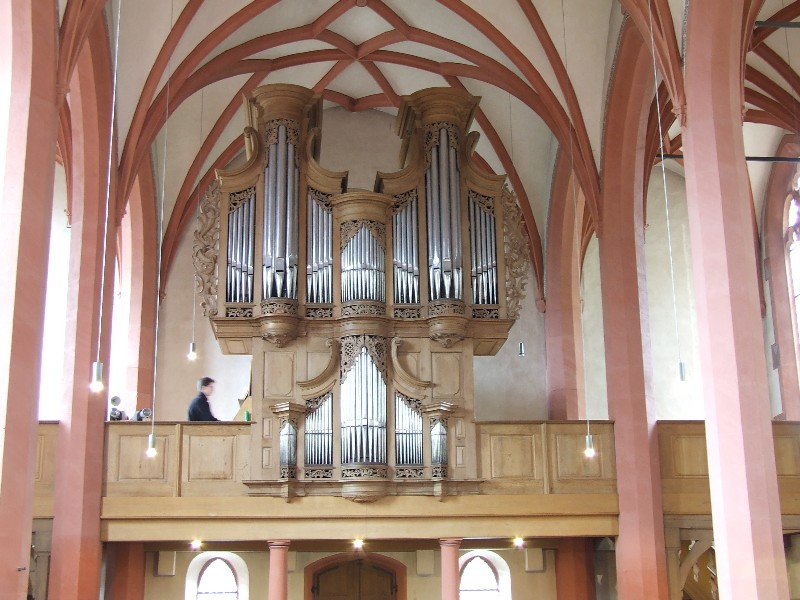
Stumm-Orgel in Bechtolsheim

Die Orgel wurde 1756 von den Brüdern Johann Philipp und Johann Heinrich Stumm aus Sulzbach bei Rhaunen für 900 Reichsgulden gebaut. Sie stellt auf der Westseite das optische Gegenüber zum Hochaltar des Ostchores dar.
Die 27 klingenden Register sind auf zwei Manuale und ein Pedal verteilt; sie gehört damit zu den größeren Stumm-Orgeln. Der Spieltisch befindet sich auf der linken Seite des Gehäuses, das sich im Originalzustand befindet. Das Pfeifenwerk besteht aus Holz und Zinn.
Die Orgel wurde bisher dreimal restauriert bzw. umgebaut: 1765/1767 erfolgten Reparaturen durch die Werkstatt Stumm. 1899 baute sie Heinrich Bechstein aus Groß-Umstadt um, und während der großen Restaurierungsaktion in den 1970er Jahren restaurierten die Gebrüder Oberlinger aus Windesheim die Stumm-Orgel. Zuletzt wurde sie 2014 durch Förster & Nicolaus umfassend saniert und rekonstruiert.
Es sind noch bis zu drei Viertel des ursprünglichen Materials vorhanden. Die sichtbaren Orgelpfeifen im Prospekt sind noch im Originalzustand erhalten. Die Register Gamba, Mixtur (teilweise) und Vox angelica im Hauptwerk sowie Flaut travers, Solicional, Quint, Mixtur, Krummhorn und Vox humana im Unterwerk wurden 1977 erneuert. Der Magazinbalg des Windwerks stammt von Bechstein. 2013 begann die Spendensammlung "Rettet die Königin" für eine Sanierung und Säuberung der Orgel. Zu diesem Zweck fanden so genannte Orgel-Vespern und Konzerte statt, bei denen für den Erhalt der Orgel gesammelt wurde. Ebenfalls wurde eine Webseite eingerichtet, auf der man den Spendenverlauf verfolgen konnte.
Mit ihrem wunderbaren Klang und dem sehr hohen Bestand an originalen Pfeifen stellt die Bechtolsheimer Stumm-Orgel ein besonderes Kleinod in Rheinhessen dar und begleitet die Gottesdienste zweier Konfessionen.

### Wandmalereien
Die gesamte Ausmalung des Innenraums wurde nach Forschungen von Karl Oberle 1787 im Rokokostil übermalt. Diese Bilder wurden 1887 aufgefrischt. Das bestätigten Untersuchungen der Restauratoren in den 1970er Jahren, die verschiedene alte Malereien wieder zum Vorschein brachten. Im Chor wurden alte Fensterumrahmungen entdeckt und an den Wandflächen der Seitenschiffe wurden medaillonartige Verzierungen sichtbar, die ebenfalls farblich aufgefrischt wurden. Ergänzt wurde auch ein Malereiband, das den Bogen der nördlichen Seitenkapelle gegenüber dem Seitenschiff absetzt.
Über dem Seiteneingang (Nordportal) hängt über einer Bemalung in Form einer Sonne ein Gemälde des Heiligen Christophorus (Öl auf Leinwand) von 1887. Es ist mit V VOLK signiert. Vor der Sanierung der Kirche wurde es 1972 von Dehio als „stark restauriertes Wandbild des Hl. Christophorus um 1500“ bezeichnet. Es ist neben dem Hochaltarbild der Himmelfahrt Mariens das flächenmäßig größte Gemälde mit der typischen Darstellung des Heiligen als Hüne mit Stab, der das Jesuskind auf den Schultern über einen Fluss trägt.

## Trägergemeinschaft
Im Laufe der Geschichte gab es mehrere Versuche von beiden Konfessionen, das Simultaneum zu lösen. Erstmals machten die Protestanten 1790 den Katholiken ein Angebot, wobei 400 Gulden für den Wiederaufbau der alten katholischen Kirche im Ortsteil Sulzheim in Aussicht gestellt wurden. Ein zweiter Versuch ging 1802 vom Bischöflichem Ordinariat Mainz aus. Aber aufgrund der Kostenlast und der anhaltenden Baumaterialverschleppung von der alten zur neuen Kirche wurde das Projekt abgebrochen. Es folgten noch drei weitere Versuche, das Simultaneum zu lösen.
Die Kirche wird von beiden Konfessionen gleichberechtigt benutzt. Gleiches gilt auch für die Eigentumsverhältnisse, obwohl die Bevölkerung des Ortes heute zu 52,9 Prozent aus evangelischen und zu 25,1 Prozent aus katholischen Christen besteht. Die vertraglichen Regelungen wurden zuletzt nach der umfangreichen Sanierung und feierlichen Wiedereröffnung am 29. Januar 1977 in Kraft gesetzt. Diesen gingen Vereinbarungen von 1886 und vom 27. November 1974 voraus. Die Federführung für Unterhaltungsmaßnahmen hat die evangelische Gemeinde, die katholische beteiligt sich jeweils zur Hälfte an den Kosten.
Das evangelische Pfarramt in Bechtolsheim gehört zur Landeskirche Hessen-Nassau und betreut zusätzlich die Kirchengemeinden in Biebelnheim, Ensheim und Spiesheim.
Die katholische Pfarrgemeinde gehört zusammen mit St. Mariae Himmelfahrt in Biebelnheim zum Pfarramt Gau-Odernheim im Katholischen Dekanat Alzey/Gau-Bickelheim des Bistums Mainz.

## Nutzung

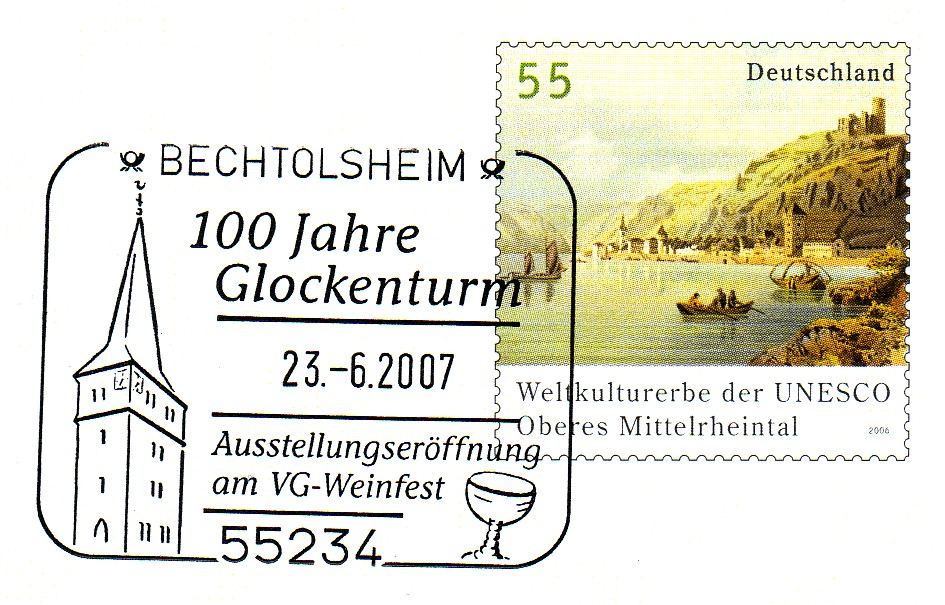
Sonderstempel: 100 Jahre Glockenturm

Jeden Samstagabend und Sonntagmorgen findet entweder katholischer oder evangelischer Gottesdienst statt. Das Kirchengebäude wird auch für Konzerte benutzt. Die Osterkerze wird von beiden Konfessionen benutzt.
Seit Anfang der 1980er Jahre findet in Bechtolsheim am letzten Wochenende im August auf dem dafür angelegten Kerbeplatz die Kerb von Freitag bis Montag statt. Auch der ökumenische Gottesdienst am Kerbesonntag wird bei schönem Wetter dort unter freiem Himmel abgehalten.
Auf dem Kirchenvorplatz fand jeweils am Ersten Advent ein Weihnachtsmarkt unter Beteiligung der ortsansässigen Betriebe und Vereine statt. Wegen Dachsanierungsarbeiten stand der Kirchplatz 2015 nicht für den Weihnachtsmarkt zur Verfügung, seitdem findet dieser ebenfalls auf dem Kerbeplatz statt, da dieser über eine größere Fläche verfügt.
Führungen finden meist am Tag des offenen Denkmals statt. Am 23. Juni 2007 wurde zum 100-jährigen Bestehen des Glockenturms ein Sonderstempel der Post, der gleichzeitig auf das Weinfest der Verbandsgemeinde in Bechtolsheim hinwies, ausgegeben.
Am Sonntag, 24. August 2025 sendet Deutschlandfunk von 10:05 bis 11 Uhr einen evangelischen Radiogottesdienst die Predigt hält Pfarrerin Manuela Rimbach-Satorunter von der evangelischen Kirchengemeinde aus Oppenheim zu dem Thema „Liebe üben - unbedingt“.

## Kulturdenkmal

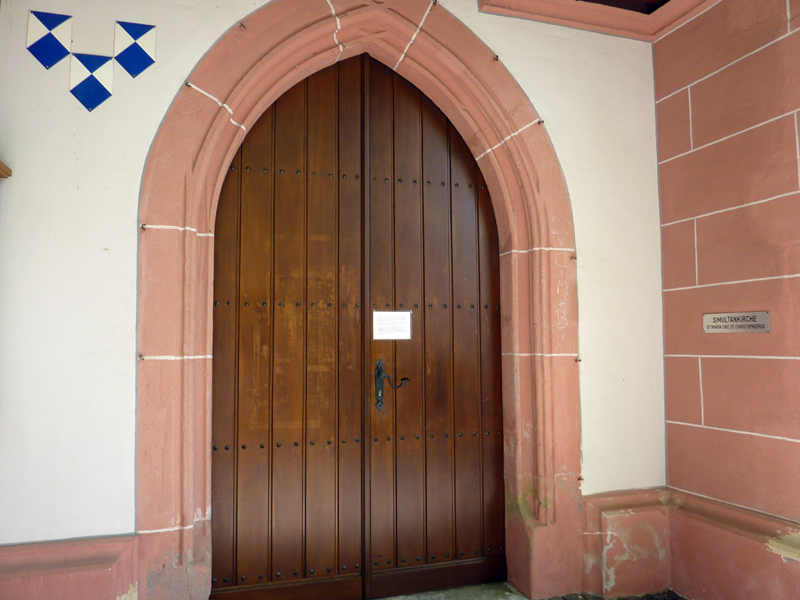
Die fälschlicherweise angebrachte dreifache Kennzeichnung für den Sonderschutz befindet sich am nördlichen Eingangsportal

Die Simultankirche ist im Sinne des Artikels 1 in Verbindung mit Artikel 17 der Haager Konvention zum Schutz von Kulturgut bei bewaffneten Konflikten geschützt; die entsprechende Urkunde der Bundesrepublik Deutschland, vertreten durch die Kreisverwaltung Alzey-Worms, wurde am 30. September 1988 ausgestellt und hängt im Inneren der Kirche. Die Kennzeichnung als schutzwürdiges Kulturgut befindet sich am Eingangsportal.
Die Unterschutzstellung erfolgte am 5. November 1967 mit der Eintragung im Denkmalbuch der Kreisverwaltung Alzey-Worms, wegen der wissenschaftlichen, geschichtlichen und künstlerischen Bedeutung des Bauwerks. Des Weiteren ist im Denkmalbuch der Punkt 42 „Haager Konvention Sonderschutz“ als Grund für die Unterschutzstellung angegeben, jedoch nicht der Punkt 43 „(UNESCO) Übereinkommen zum Schutz des Kultur- und Naturerbes der Welt“. Auch die Bezirksregierung Rheinhessen-Pfalz erwähnt in einem Schreiben von 1979 die Simultankirche als „sonderschutzwürdiges Kulturdenkmal“. Das Anbringen eines dreifachen „Kennzeichens zur Markierung von Kulturgut unter Sonderschutz“ durch die Untere Denkmalbehörde war laut Bundesamt für Bevölkerungsschutz und Katastrophenhilfe fehlerhaft, da in Deutschland nur der Barbarastollen im Schwarzwald diesen Status besitzt.
Im Nachrichtlichen Verzeichnis der Kulturdenkmäler Rheinland-Pfalz für den Landkreis Alzey-Worms (siehe Liste der Kulturdenkmäler in Bechtolsheim) wird die Simultankirche in der „Denkmalzone Ortsbefestigung“, zusammen mit dem Glockenturm und dem auf der Südseite der Kirche befindlichen Gebück, sowie als Einzeldenkmal geführt.
Im Handbuch der Deutschen Kunstdenkmäler ist die Kirche als „Kunstdenkmal von besonderem Rang“ hervorgehoben.

## Weitere Bauwerke

### Glockenturm

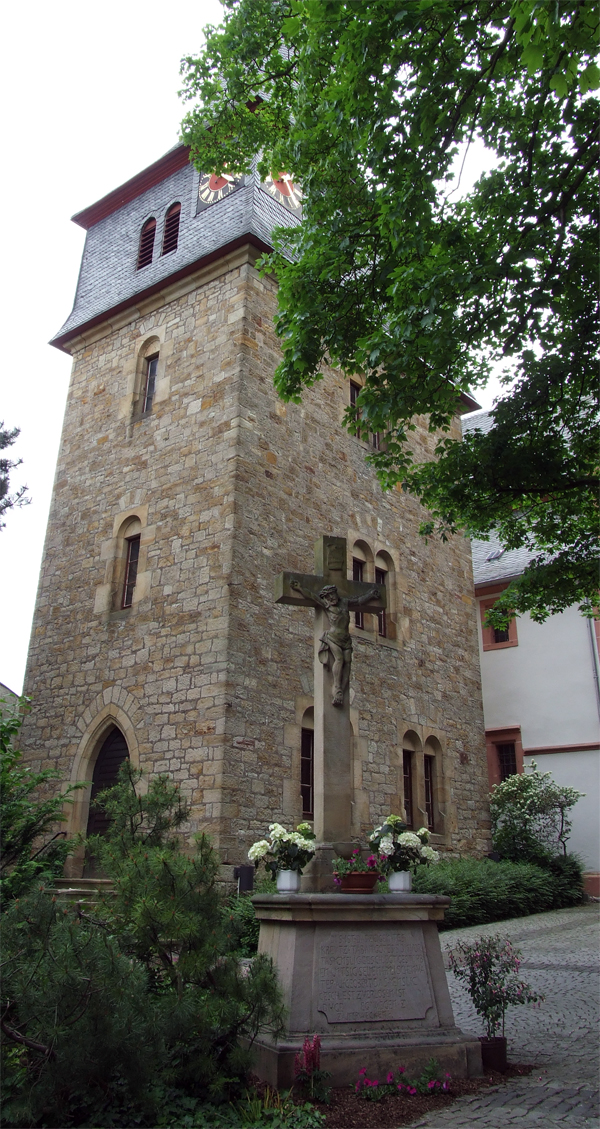
Spätbarockes Friedhofskreuz mit Korpus vor dem Glockenturm, um 1755

Der benachbarte Glockenturm neben der Sakristei gehört der Ortsgemeinde Bechtolsheim und hat keine direkte Verbindung zum Sakralbau. Turm, Glocken und Uhr sind im Eigentum der politischen Gemeinde. Die Kirchengemeinden haben das freie Nutzungsrecht.

### Kirchenvorplatz
Der Kirchenvorplatz ist dreigeteilt, jeweils ein Drittel gehört den beiden Konfessionen und das letzte Drittel der Ortsgemeinde. Das aus Stein gefertigte Kruzifix (spätbarockes Friedhofskreuz mit Korpus von 1755) gehört der katholischen Kirchengemeinde.

„Der Platz ist ‚gezieret von der schönsten und größten Linde in Rheinhessen, die wohl 300 Jahre zählen kann.‘“

Der Treppenaufgang zum Kirchenvorplatz ist von den beiden ehemaligen konfessionellen Schulgebäuden eingefasst, die als spätklassizistische Putzbauten um 1854 errichtet wurden und heute als Wohngebäude dienen.